# David Paton

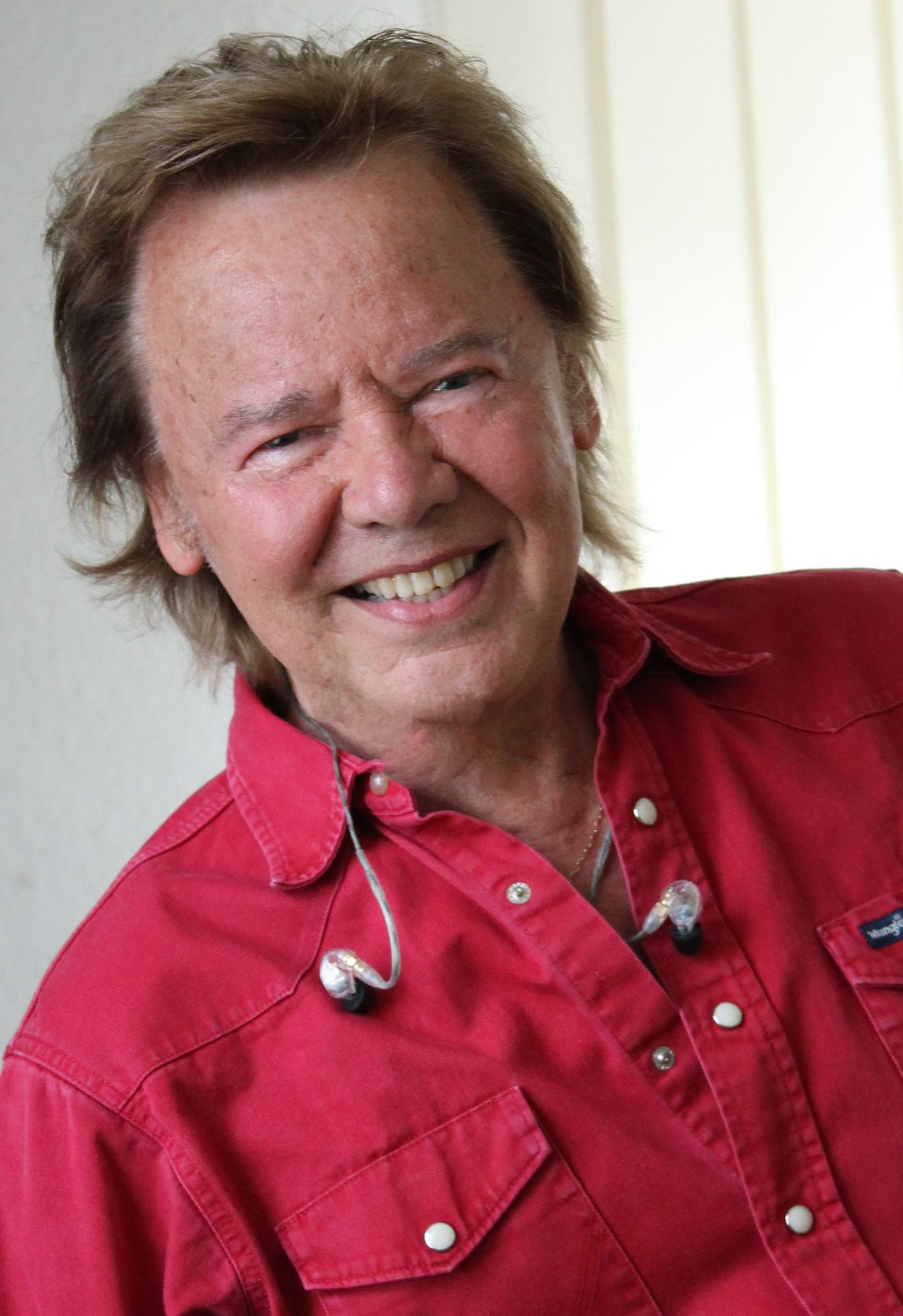
David Paton (2017)

David Paton (* 29. Oktober 1949 in Edinburgh, Schottland) ist ein schottischer Bassist, Gitarrist und Sänger. Er hatte erstmals Mitte der 1970er-Jahre Erfolg als Sänger und Bassist von Pilot, der Hits mit Magic, January, Just a Smile and Call Me Round erzielte, bis die Band sich zunächst 1977 auflöste. Paton ist auch bekannt für seine Arbeit in der ursprünglichen Besetzung von The Alan Parsons Project (1975–1985) und für die Arbeit mit Künstlern wie Kate Bush, Camel und Elton John.

## Biografie

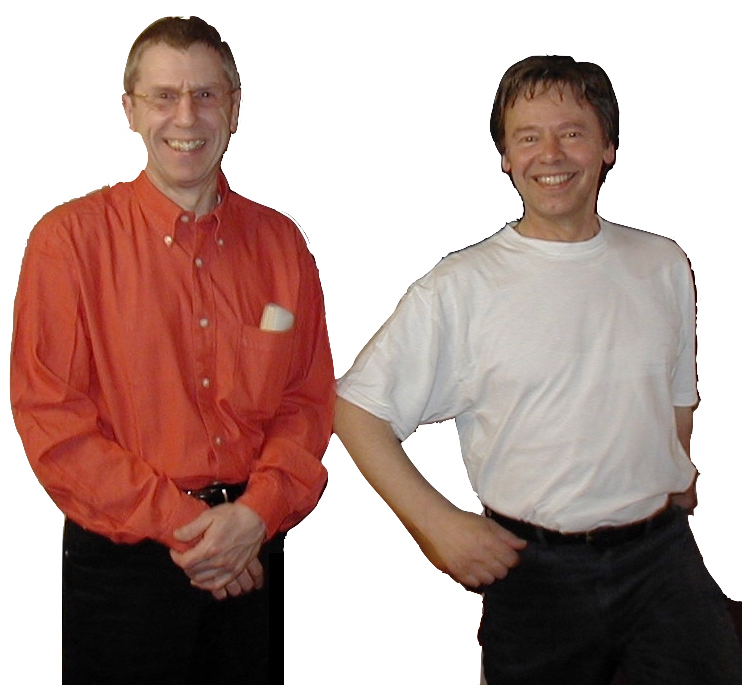
Chris Rainbow und David Paton 2001

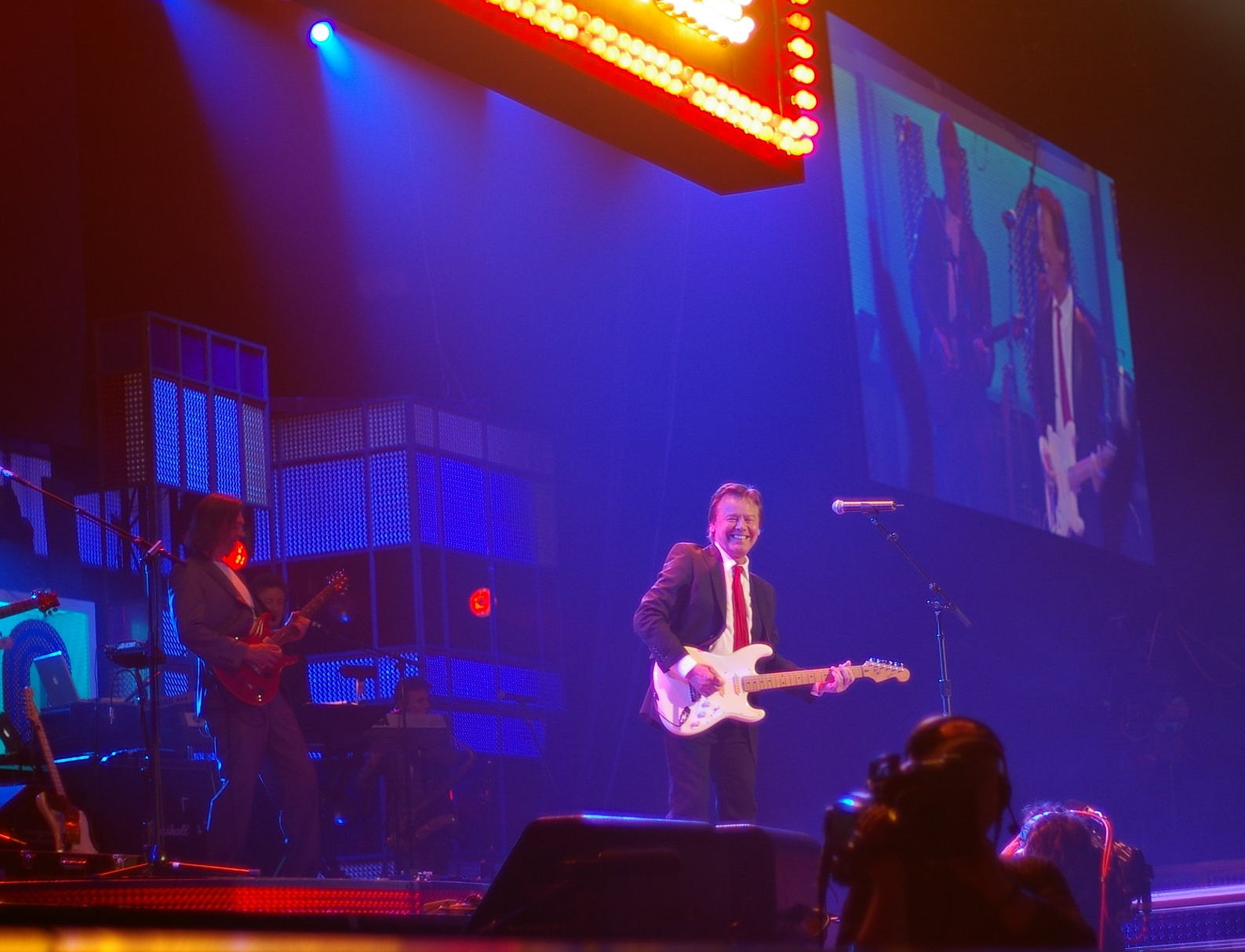
David Paton, Countdown Spectacular 2, Australien, 2007

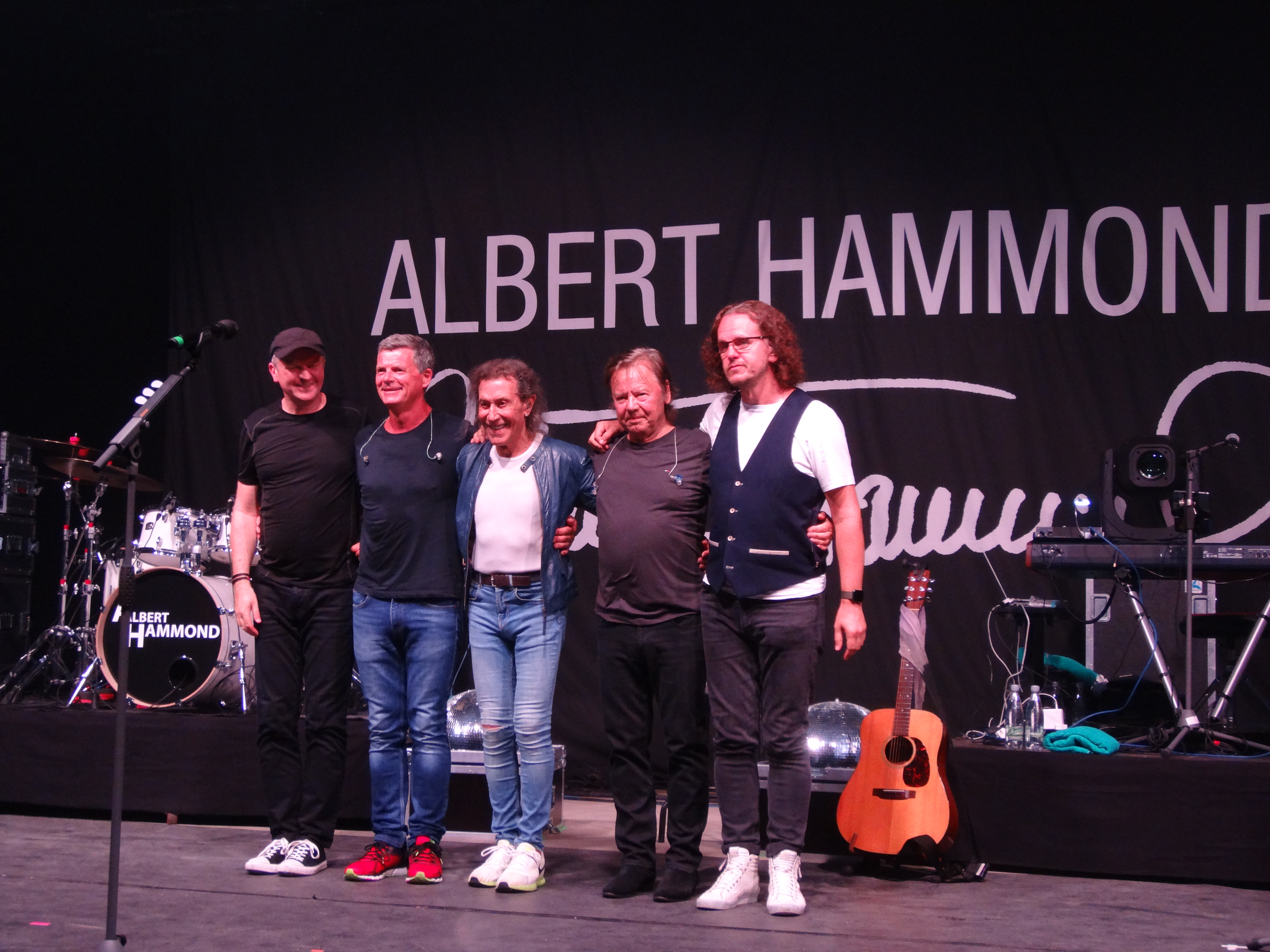
Albert Hammond & David Paton 2018, Live in Schneeberg, Deutschland

Paton wuchs im südöstlichen Vorort Gilmerton in Edinburgh auf, wo er die Liberton High School besuchte. Mit 11 Jahren bekam er seine erste Gitarre, deren Spiel er sich als Autodidakt erarbeitete. Seine erste Band hieß The Beachcombers, die 1968 einen Plattenvertrag bei Columbia Records unterschrieb. Sie änderten daraufhin ihren Namen in The Boots und veröffentlichten ihre erste Single The Animal In Me. Bald darauf folgte Keep Your Lovelight Burnin. 1970 trennte sich die Band aber aufgrund von Geldproblemen. Anschließend ersetzte Paton für kurze Zeit einen Gitarristen bei den Bay City Rollers, hat jedoch nie Platten mit der Gruppe aufgenommen. Bei den Bay City Rollers lernte er Billy Lyall kennen. Nachdem er die Band im Oktober 1970 verlassen hatte, wurde er Mitglied einer anderen Formation namens Fresh, die ihren Namen kurz darauf in Christyan änderte und bei Decca Records 1971 die Single Nursery Lane veröffentlichte. Während er noch mit dieser Band spielte, nahm er einen Job als Musiker in einem Nachtclub namens Tiffanys an, wo er Ian Bairnson traf.
Anfang 1972 trafen sich Paton und Lyall wieder durch Zufall vor der Zentralbibliothek in Edinburgh in der Nähe der George-IV-Bridge, wo sie beide zur gleichen Zeit die Musikbibliothek aufsuchten. Im Laufe des Jahres 1972 trafen sich die beiden regelmäßig jede Woche, um gemeinsam zu komponieren und Demo Songs aufzunehmen. Um diese Songs Plattenfirmen zu präsentieren, suchten sie einen passenden Schlagzeuger, den sie in Stuart Tosh fanden und gründeten 1973 die Band Pilot.
Zusammen mit dem Session-Gitarristen Ian Bairnson, der zu dieser Zeit noch kein festes Mitglied der Band war, nahmen sie ihr erstes Album From the Album of the Same Name auf, das 1974 veröffentlicht wurde. Produzent war kein geringer als Alan Parsons. Ihr erster großer Hit sollte Magic werden. Zwischen der ersten und zweiten Single-Auskoppelung des Albums produzierte Alan Parsons mit Paton, Lyall und Tosh noch die Single Ra-Ta-Ta unter dem Bandnamen Scotch Mist.
1975 veröffentlichten sie ihr zweites Album Second Flight. Die abgekoppelte Single January führte drei Wochen lang die UK Singles Chart an, ironischerweise beginnend mit der Woche zum 1. Februar. 1976 folgte ihr drittes Album, Morin Heights, das im Le Studio in Morin Heights in Quebec, Kanada, aufgenommen und von Roy Thomas Baker produziert wurde.
Im selben Jahr begannen Paton, Lyall und Bairnson mit dem Produzenten Alan Parsons zusammenzuarbeiten und veröffentlichten ein erstes Album unter dem Namen The Alan Parsons Project, Tales of Mystery and Imagination. Paton spielte Bass und sang mit der Band bis zum Album Stereotomy von 1985, als er weiterhin mit anderen Künstlern als Session-Musiker zusammenarbeitete. Er spielte 1978 auch auf den ersten beiden Alben von Kate Bush, The Kick Inside und Lionheart.
In den 1980er-Jahren war Paton bekannt für seine Arbeit mit Camel und Elton John auf Studioalben und Tourneen rund um die Welt. Weitere Credits sind Bassgitarre und Hintergrundgesang für mehrere Alben von Fish sowie Rick Wakeman in den 1990er-Jahren, wie The Classical Connection, African Bach, Softsword, The Classical Connection 2 und Prayers. Im Jahr 1984 war er Mitglied von Keats. 1985 nahm er zusammen mit den Musikern von The Alan Parsons Project an den Aufnahmen für die Musik zum Film Ladyhawke teil, die von Andrew Powell komponiert und von Alan Parsons produziert wurde.
Sein erstes Soloalbum wurde 1991 unter dem Titel Passions Cry veröffentlicht (unter dem Namen Davie Paton), das zweite Album Fragments 1996, ebenfalls unter dem gleichen Namen. Bereits 1980 nahm Paton in den Abbey Road Studios ein Album mit dem Titel No Ties No Strings auf, welches aber nie veröffentlicht wurde. 2003 jedoch erschien das Album The Search, welches eine Neuaufnahme des "lost album" von 1980 war. In den Folgejahren veröffentlichte David Paton weitere Soloalben.
Paton trat zwischen August und September 2007 auch solo in der Countdown Spectacular 2-Konzertreihe in Australien als Performer und musikalischer Leiter auf.
2014 veröffentlichten Paton, Bairnson und auch Stuart Tosh wieder als komplette Band Pilot ein Album namens A Pilot Project, das ausschließlich Stücke des Alan Parsons Project enthält. Im gleichen Jahr, am 6. September 2014, spielten David Paton, Ian Bairnson und Stuart Tosh nach 39 Jahren wieder zum ersten Mal in originaler Besetzung (ohne den verstorbenen Billy Lyall) auf dem Midfest in Edinburgh.
2016 und 2017 war Paton zusammen mit Ian Bairnson wieder als Band Pilot vornehmlich in Japan, Großbritannien und Deutschland live zu sehen. Unterstützt wurden sie dabei von Kenny Hutchison (Keyboards, Gesang), Calais Brown (Gitarre, Gesang), Dave Stewart (Schlagzeug, Gesang) und Irvin Duguid (Keyboards, Gesang).
2019 veröffentlichte David Paton sozusagen im Alleingang einen Nachfolger von A Pilot Project, The Traveller - Another Pilot Project. Bis auf wenige Ausnahmen spielte er alle Instrumente selbst ein. 2020 erschien Patons nächstes Soloalbum 2020.
Im Juli 2021 veröffentlichte Pilot (Paton und Bairnson) The Magic EP, auf der 4 komplett neu aufgenommene ältere Songs zu hören sind: Magic, January, Just A Smile und Over The Moon. Letzterer wurde für diesen Zweck komplett neu arrangiert. Am 21. März 2022 erschien das lange angekündigte Folge-Album The Magic Collection, auf dem die EP-Titel ebenfalls enthalten sind.
Am 30. Juni 2023 veröffentlichte Paton sein Buch Magic: The David Paton Story.

## Diskografie

### Solo
Studioalben
- 1991: Passions Cry
- 1996: Fragments
- 2003: The Search
- 2007: Fellow Man
- 2009: The Studio Diary Songs
- 2012: Under the Sun
- 2019: The Traveller - Another Pilot Project – 2. Tributalbum zu The Alan Parsons Project
- 2020: 2020
- 2024: Communication

Singles
- 2012: Last Night
- 2013: Here without you
- 2021: No Words (Covid Thoughts)
- 2021: Communication

### David Paton & Friends
- 2007: Originals

### Boots
Singles
- 1968: The Animal in Me
- 1968: Keep Your Lovelight Burning

### Christyan
Singles
- 1971: Nursery Lane

### Scotch Mist
Singles
- 1974: Ra-Ta-Ta/Pamela – "Pamela" geschrieben von William Lyall & David Paton. Produziert von Alan Parsons

### Pilot
Studioalben
- 1974: From the Album of the Same Name
- 1975: Second Flight
- 1976: Morin Heights
- 1977: Two's a Crowd
- 2002: Blue Yonder – Neuaufnahme des Vinylalbums Two’s A Crowd
- 2008: The Craighall Demos 71:76
- 2014: A Pilot Project – Tributalbum zu The Alan Parsons Project

Kompilationen
- 1980: The Best of Pilot
- 1997: Magic
- 1997: Magic: A Golden Classics Edition
- 2004: A’s, B’s & Rarities
- 2021: The Magic EP
- 2022: The Magic Collection

### Alan Parsons Project
Studioalben
- 1976: Tales of Mystery and Imagination
- 1977: I Robot
- 1978: Pyramid
- 1979: Eve
- 1980: The Turn of a Friendly Card
- 1982: Eye in the Sky
- 1984: Ammonia Avenue
- 1985: Vulture Culture
- 1985: Stereotomy

Kompilationen
- 1981: Trilogy – Zusammenstellung, beinhaltet die Alben I Robot, Pyramid und Eve auf 3 CDs
- 1981: I Robot / Pyramid / Eve / The Turn of a Friendly Card – Boxset, beinhaltet diese 4 Alben auf 4 CDs
- 1983: The Best of The Alan Parsons Project
- 1985: Vulture Culture: The Alan Parsons Project Special
- 1987: The Best of The Alan Parsons Project - Volume 2
- 1987: Limelight – The Best of Vol.2
- 1988: The Instrumental Works
- 1989: Pop Classics
- 1991: Prime Time: The Alan Parsons Project Best
- 1991: Anthology (Connoisseur Collection)
- 1992: Anthology – nur in Italien erhältlich
- 1992: Hits in the Sky nur in Hong Kong erhältlich
- 1992: The Best of the Alan Parsons Project – nur in Frankreich erhältlich
- 1992: The Best of The Alan Parsons Project – Doppelalbum, nur in Deutschland erhältlich
- 1992: The Ultimate Collection – Doppelalbum
- 1997: Gold Collection – Doppelalbum
- 1997: The Definitive Collection – Doppelalbum
- 1999: 36 All-Time Greatest Hits – Doppelalbum
- 1999: Eye in the Sky: The Encore Collection
- 1999: Master Hits: The Heritage Series
- 2003: Silence and I – The Very Best Of – 3-CD-Box-Set, nur in Deutschland erhältlich
- 2003: Platinum & Gold Collection
- 2007: The Essential Alan Parsons Project – Doppelalbum
- 2008: Best of Alan Parsons Project
- 2010: The Collection
- 2010: Original Album Classics – 5-CD-Box-Set, beinhaltet Pyramid, The Turn of a Friendly Card, Eve, Stereotomy und Gaudy
- 2014: The Complete Albums Collection – Box-Set, beinhaltet alle 10 Alben und 1 vorher nie veröffentlichte CD The Sicilian Defence

### Kate Bush
Studioalben
- 1978: The Kick Inside
- 1978: Lionheart

Kompilationen
- 1983: The Single File
- 1986: The Whole Story
- 1990: This Woman’s Work: Anthology 1978–1990

### Camel
- 1982: The Single Factor
- 1984: Stationary Traveller
- 1991: Dust and Dreams
- 1994: On the Road 1982
- 1996: Harbour of Tears

### Keats
Alben
- 1984: Keats – wieder veröffentlicht in 2015: mit Peter Bardens, Colin Blunstone, Ian Bairnson, Stuart Elliott; produziert von Alan Parsons

Singles
- 1984: Turn Your Heart Around / Ask No Questions

### Rick Wakeman
Singles
- 1991: Don't Fly Away b/w After Prayers
- 1996: Welcome a Star – Rick Wakeman & Ramon Remedios – veröffentlicht auf Kassette, Single & CD Single

Studioalben
- 1988: Time Machine – Mit Ashley Holt, Roy Wood, Tony Fernandez etc. – veröffentlicht auf Vinyl-LP, Kassette & CD.
- 1991: The Classical Connection
- 1991: African Bach
- 1991: Softsword
- 1993: The Classical Connection 2 – Mit Chris Squire, Bill Bruford & Steve Howe.
- 1993: Prayers
- 1995: Rock & Pop Legends: Rick Wakeman – mit Ashley Holt & Tony Fernandez
- 1995: Almost Live in Europe – Der Titel sagt schon alles. Die Aufnahmen waren so schlecht, dass sie nach der Tour im Studio überarbeitet werden mussten.
- 1996: The New Gospels
- 1996: Can You Hear Me?
- 1996: Orisons

Videoalben
- 1988: The Word and The Gospels – VHS
- 1991: The Classical Connection Video – VHS
- 1996: The New Gospels Video – VHS – mit Adam Wakeman
- 1998: Rick Wakeman Live Video – mit Ashley Holt & Tony Fernandez – Zuerst auf VHS, später wiederbearbeitet auf DVD

### Fish
Studioalben
- 1991: Internal Exile
- 1993: Songs from the Mirror
- 1994: Suits

Livealben
- 1991: Derek Dick & His Amazing Electric Bear
- 1992: There's a Guy Works Down the Chip Shop Swears He’s Fish (nicht offizielle Veröffentlichung)
- 1993: For Whom the Bells Toll
- 1993: Toiling in the Reeperbahn
- 1993: Uncle Fish & The Fish Creepers
- 1994: Acoustic Session
- 1994: Sushi
- 1994: Lucky Bastards (nicht offizielle Veröffentlichung, aufgenommen 1991)
- 1998: Fortunes of War (aufgenommen 1994)
- 1999: The Complete BBC Sessions (aufgenommen 1989 und 1991)

Kompilationen
- 1998: Kettle of Fish

Singles
- 1994: Lady Let It Lie / Out of My Life / Black Canal

### Sadie Paton
Singles
- 2012: Don’t Touch Me
- 2018: Love Song

### Eric Woolfson
- 2009: Eric Woolfson sings The Alan Parsons Project That Never Was – David Bass auf Any Other Day und Rumour Goin’ Round

### Kooperationen
- 1975: Sail Away/Never Seen the Like – Jack Harris – Single – Hat auch bei The Alan Parsons Project gesungen.
- 1975: First Day – David Courtney – Mit David Gilmour, Pilot, BJ Cole, Albert Lee etc. Produziert von Andrew Powell.
- 1976: Solo Casting – William Lyall – Mit dabei: Phil Collins, Stuart Tosh, Ian Bairnson, Ronnie Leahy etc.
- 1976: You've Got to Get Me Higher / Now That I’ve Found You – Marilyn Miller – Single – Beide Stücke von Billy Lyall.
- 1978: Dear Anyone – Don Black & Geoff Stephens
- 1979: Crusader – Chris de Burgh – Mit dabei: Stuart Elliott, Francis Monkman, Andrew Powell, Ian Bairnson.
- 1981: Chris Rea – Chris Rea
- 1981: Elaine Page – Elaine Page
- 1982: More Than a Dream – John Townley
- 1982: Death Wish II Original Soundtrack – Jimmy Page – Mit Chris Farlowe, Dave Lawson, Dave Mattacks etc.
- 1982: Single Factor – Camel – Bass, Lead und Backgroundgesang in einem Lied
- 1983: Plays the Best of The Alan Parsons Project – Andrew Powell & The London Philharmonic Orchestra – Bass in zwei Songs
- 1984: Stationary Traveller – Camel – Bass in zwei Songs, Fretless Bass in zwei anderen Stücken
- 1985: Ice on Fire: Elton John – Paton Bass in drei Songs
- 1985: Ladyhawke Original Motion Picture Soundtrack – Andrew Powell v Produziert von Alan Parsons
- 1985: Performance-The Best of Tim Rice & Andrew Lloyd Webber – Verschiedene Künstler
- 1986: Leather Jackets – Elton John - David Bass in sechs Songs
- 1987: Live in Australia with the Melbourne Symphony Orchestra – Elton John
- 1988: Reg Strikes Back – Elton John – Mit Pete Townshend, Dee Murray, Nigel Olsson & Davey Johnstone
- 1988: Love's a State of Mind – Silvia Griffin
- 1989: Red Corner – Matia Bazar
- 1989: You You – Frank Ryan
- 1990: Amada Mia – Catelina Caselli
- 1990: 1234 – Propaganda - David Paton und David Gilmour in Only one word
- 1990: Apri Le Bracci E Poi Vola – Ron
- 1991: Dust & Dreams – Camel – Gesang in einem Stück
- 1992: Elvis Has Left the Building – The River Detectives
- 1993: Worth All the Telling – Larry Kaplan
- 1994: The Last of the Independents – The Pretenders – mit Ian Stanley (TFF), David Lord etc.
- 1994: On the Road 1982 – Camel – Bass und Gesang
- 1995: Maiden Heaven v Fiona Kennedy
- 1996: A Summer in Skye – Blair Douglas
- 1996: Harbour of Tears – Camel – Bass und Lead Stimme in einem Song
- 1997: Half Moon Bay – Gerry O’ Beirne
- 1997: If I Ever Return – Connie Dover
- 1997: Donegal Rain – Andy M. Stewart
- 1998: Borderland – John McNairn
- 1998: Presented to the Heart – Alexander Mesek
- 1998: Redwood Cathedral v Dick Gaughan
- 1999: Suileandubh (Dark Eyes) – Tannas
- 1999: Faileasan Uibhist – Margaret Callan
- 1999: Will You Walk on By/On the West Side – Donnie Munro mit Holly Thomas – Single
- 2000: Highwired – McAllias
- 2000: Donnie Munro – Donnie Munro
- 2001: Green Indians: A Tribute to Kevin Wilkinson – Verschiedene Künstler
- 2002: Legacy: The Music of Marc Bolan & T Rex – Verschiedene Künstler
- 2002: Across the City and the World – Donnie Munro
- 2002: Oubliette – Holly Thomas
- 2003: If Only – Nobby Clark
- 2003: Change – Ray Wilson – Paton Bass in vier Songs
- 2006: Magical Hat – Beagle Hat – Paton Lead Gesang, E-Gitarre, Akustikgitarre, Klavier, Backgroundgesang
- 2013: New Progmantics – Sarastro Blake – Paton Lead Gesang
- 2013: Don't Know What to Say – Nick Vernier Band – Paton Lead Stimme[16]
- 2019: One Fine Day – Chris Rea – Paton Bass

### Produktionen
- 2005: The Last Song in Abbey Road – Kenny Herbert – Paton Bass und Produktion
- 2006: Famous faces on a bar room wall – Kenny Herbert & Rab Howat – Paton Bass und Produktion
- 2007: Songs of our lives – Kenny Herbert & Rab Howat - Paton Bass und Produktion
- 2008: All of my days – Kenny Herbert – Paton Bass und Produktion
- 2010: Another Positive Line – The Apple Beggars – Paton Bass und Produktion